# Carrick Rangers FC
Carrick Rangers FC är ett nordirländskt fotbollslag och spelar i NIFL Premiership. Fotbollsklubb grundades 1939. 

## Meriter
- NIFL Championship (D2)[1]
  - Vinnare (2): 2010/11, 2014/15
- Irish Cup[2]
  - Vinnare (1): 1975–76
- Irish League Cup[3]
  - Vinnare (0):

## Trikåer
Hemmakit
| Hemmaställ | Hemmaställ | Hemmaställ | Hemmaställ | Hemmaställ | Hemmaställ |

## Placering tidigare säsonger
| Säsong  | Nivå | Liga              | Placering | Referens      |
| ------- | ---- | ----------------- | --------- | ------------- |
| 2008/09 | 2    | NIFL Championship | 10        | [ 4 ]         |
| 2009/10 | 2    | NIFL Championship | 5         | [ 5 ]         |
| 2010/11 | 2    | NIFL Championship | 1         | [ 6 ]         |
| 2011/12 | 1    | NIFL Premiership  | 12        | [ 7 ]         |
| 2012/13 | 2    | NIFL Championship | 5         | [ 8 ]         |
| 2013/14 | 2    | NIFL Championship | 5         | [ 9 ]         |
| 2014/15 | 2    | NIFL Championship | 1         | [ 10 ]        |
| 2015/16 | 1    | NIFL Premiership  | 10        | [ 11 ]        |
| 2016/17 | 1    | NIFL Premiership  | 11        | [ 12 ]        |
| 2017/18 | 1    | NIFL Premiership  | 11        | [ 13 ]        |
| 2018/19 | 2    | NIFL Championship | 2         | [ 14 ]        |
| 2019/20 | 1    | NIFL Premiership  | 8         | [ 15 ] [ 16 ] |
| 2020/21 | 1    | NIFL Premiership  | 11        | [ 17 ]        |
| 2021/22 | 1    | NIFL Premiership  | 10        | [ 18 ]        |
| 2022/23 | 1    | NIFL Premiership  | 8         | [ 19 ]        |
| 2023/24 | 1    | NIFL Premiership  | 7         | [ 20 ]        |
| 2024/25 | 1    | NIFL Premiership  | 11        | [ 21 ]        |